# آرتیشوی سوری
 آرتیشوی سوری (نام علمی: Cynara syriaca) نام یک گونه از سردهٔ کنگر فرنگی است.